# Hans-Martin Majewski
Pour les articles homonymes, voir Majewski.
Hans-Martin Majewski (né le 14 janvier 1911 à Schlawe, mort le 1er janvier 1997 à Bötersen) est un compositeur allemand de musique de films.

## Biographie
Après avoir arrêté des études de médecine, Majewski s'inscrit au conservatoire de Leipzig où il a comme professeur Robert Teichmüller (clavier), Bruno Walter (orchestre) ou Kurt Thomas (chœur). Il va à Berlin et devient le chef d'orchestre et répétiteur du Theater des Volkes (de). En 1938, Majewski compose Insel der Träume (de), sa première opérette. L'année suivante, le réalisateur Arthur Maria Rabenalt l'engage pour son film Flucht ins Dunkel (de). Il doit arrêter sa carrière de musicien lorsqu'il est convoqué pour participer à la Seconde Guerre mondiale.
Après la Guerre, Majewski s'installe à Hambourg et reprend la composition. Il écrit pour des pièces radiophoniques et des chansons pour des cabarets.
En 1948, Wolfgang Liebeneiner fait appel à lui pour Liebe 47, une adaptation de la pièce Dehors devant la porte de Wolfgang Borchert. Par la suite, Majewski collabore avec d'autres compositeurs, Peter Sandloff et Martin Böttcher.
Jusque dans les années 1980, Majewski écrira la musique de deux cents longs métrages et téléfilms, de nombreux documentaires et films industriels, ainsi qu'une centaine de pièces radiophoniques et quatre-vingts musiques de spectacles comiques et de pièces de théâtre. L'étendue de ses compositions va de la musique classique au jazz et à la pop. Il est l'un des compositeurs de cinéma les plus polyvalents et les plus demandés en Allemagne. Il fait don de ses archives au Festspielhaus Hellerau de Dresde.

## Filmographie partielle
Cinéma
- 1939 : Flucht ins Dunkel (de)
- 1949 : Liebe 47
- 1950 : Wenn eine Frau liebt (de)
- 1951 : Primanerinnen (de)
- 1952 : Klettermaxe (de)
- 1952 : Postlagernd Turteltaube (première musique de film entièrement électronique avec Oskar Sala (de))
- 1952 : Liebe im Finanzamt (de)
- 1953 : Le Chemin sans retour
- 1954 : Elle
- 1954 : Double destin
- 1954 : La Classe volante (Das fliegende Klassenzimmer)
- 1954 : Die verschwundene Miniatur (de)
- 1955 : Gestatten, mein Name ist Cox (de)
- 1955 : Rendez-moi justice
- 1955 : Ingrid: Die Geschichte eines Fotomodells
- 1955 : Dans tes bras
- 1955 : Hanussen d'O. W. Fischer et Georg Marischka
- 1956 : L'amour ne meurt jamais
- 1956 : Hochzeit auf Immenhof (de)
- 1956 : Les Drogués (Ohne Dich wird es Nacht)
- 1956 : Mon mari se marie aujourd'hui (Heute heiratet mein Mann)
- 1956 : Kitty, une sacrée conférence (Kitty und die große Welt) d'Alfred Weidenmann
- 1957 : L'Inutile Sacrifice (Der Stern von Afrika)
- 1957 : Les Fredaines du capitaine (de)
- 1957 : UB 55, corsaire de l'océan (de)
- 1957 : Ferien auf Immenhof (de)
- 1957 : Les Confessions de Félix Krull
- 1957 : Le Renard de Paris
- 1958 : Der Mann im Strom
- 1958 : Les chiens sont lâchés
- 1958 : L'Étau
- 1958 : Peter Foss, le voleur de millions (Peter Voss, der Millionendieb) de Wolfgang Becker
- 1958 : Zone-Est interdite (Le monde a tremblé)
- 1958 : Mademoiselle Scampolo
- 1959 : Grand Hôtel
- 1959 : Bezaubernde Arabella
- 1959 : L'Ombre de l'étoile rouge
- 1959 : Le Pont
- 1959 : Pris au piège (en)
- 1959 : À bout de nerfs
- 1959 : Éva ou les Carnets secrets d'une jeune fille
- 1960 : Les Eaux saintes
- 1960 : Fabrique d'officiers S.S. (de)
- 1960 : Le Joueur d'échecs
- 1960 : Rififi à Berlin
- 1960 : Question 7
- 1961 : Le Miracle du père Malachias
- 1961 : Die Ehe des Herrn Mississippi
- 1961 : La Mystérieuse Madame Cheney
- 1961 : La Grande Roue
- 1962 : Der rote Rausch
- 1962 : Tunnel 28
- 1963 : Liebe will gelernt sein (de)
- 1963 : Le Château Gripsholm (de)
- 1963 : La Rancune
- 1963 : Elf Jahre und ein Tag de Gottfried Reinhardt
- 1964 : La Vie secrete des femmes
- 1966 : Escrocs d'honneur (Ganovenehre)
- 1967 : Rheinsberg (de)
- 1969 : Sieben Tage Frist (de)
- 1969 : Sybelle ou Comment le dire à ma fille ? (Herzblatt oder Wie sag ich’s meiner Tochter?)
- 1972 : Chronique d'une passion
- 1972 : Salons de massage
- 1974 : Der Lord von Barmbeck (de)
- 1974 : Magdalena la Sexorcisée (de)
- 1974 : Wer stirbt schon gerne unter Palmen
- 1976 : Une vie gâchée
- 1977 : Die Standarte
- 1978 : Der Schimmelreiter (de)

Télévision
- 1964 : Ich fahre Patschold
- 1968 : Ein Mann namens Harry Brent (de)
- 1978 : Der Pfingstausflug (de)
- 1979 : Morgenstern am Abend
- 1982 : Les Pawlaks
- 1985 : Liebling Kreuzberg (Première saison)
- Épisodes des séries Der Kommissar, Inspecteur Derrick et Le Renard